# Stare Babki
Stare Babki (niem. Vierzehnhuben) – osada w Polsce położona w województwie pomorskim, w powiecie nowodworskim, w gminie Stegna na obszarze Żuław Wiślanych przy drodze krajowej nr 7. Wieś była częścią sołectwa Niedźwiedzica.
W latach 1975–1998 miejscowość administracyjnie należała do województwa elbląskiego. Do 31 grudnia 2012 roku miejscowość nosiła oficjalną nazwę Zadwórze.
Do 20 października 2015 została wysiedlona, a 10 grudnia 2015 rozpoczęto wyburzanie zabudowań. We wsi, z dala od powstającej drogi, mieszka tylko 5 rodzin. Łącznie około 30 osób. W miejscu osady powstała droga ekspresowa S7.